# Peter Flechtner

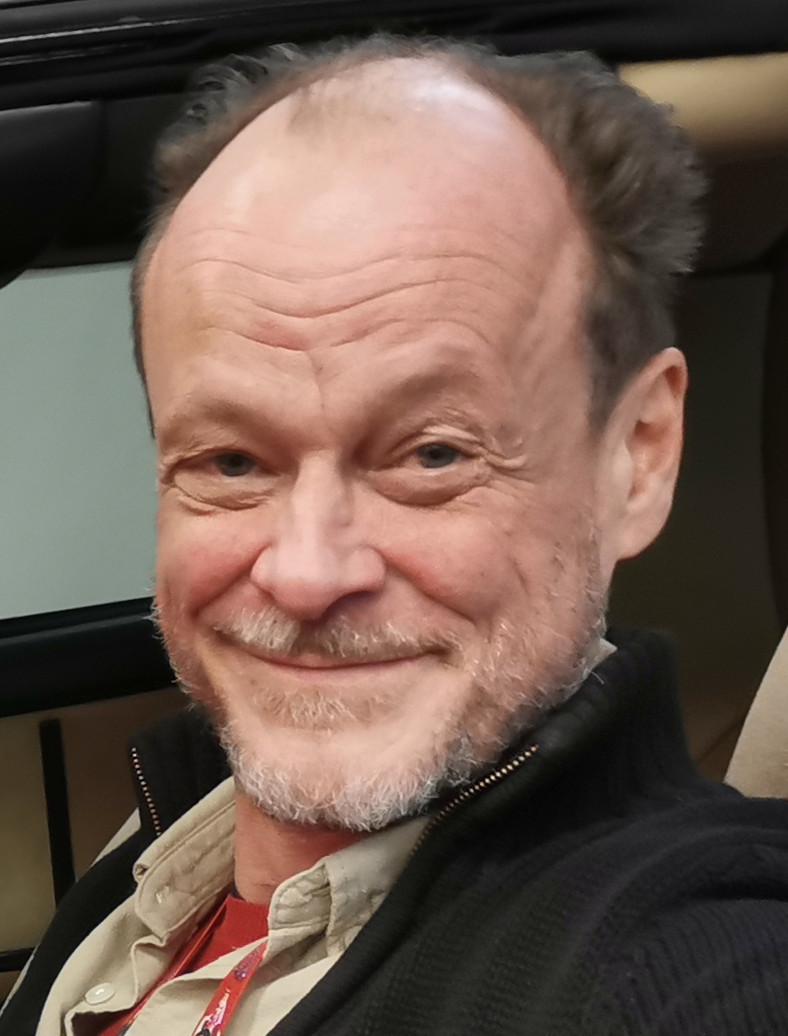
Peter Flechtner bei der German Comic Con (2022)

Peter Flechtner (* 18. Januar 1963 in Berlin) ist ein deutscher Film- und Theaterschauspieler, Hörspielsprecher sowie Synchronsprecher.

## Leben
Als Schauspieler hatte Peter Flechtner unter anderem Nebenrollen in den Filmen Wie ein Licht in dunkler Nacht und Schindlers Liste. Er synchronisiert außerdem häufig Filme, Fernsehserien, Hörspiele und Werbespots.
Im Synchronstudio lieh er seine Stimme unter anderem Ben Affleck (zum Beispiel in Armageddon oder Der Anschlag), Ralph Fiennes (in Mit Schirm, Charme und Melone), der Anime-Figur Lupin III sowie einer Vielzahl von Serienschauspielern, darunter Peter DeLuise in 21 Jump Street, David James Elliott in JAG – Im Auftrag der Ehre, Jack Davenport in Coupling und FlashForward, Sam Trammell in True Blood, Doug Savant in Desperate Housewives, Timothy Omundson in Psych, Brian Stepanek in Hotel Zack & Cody, Matthew Fox in Lost, William Fichtner in Prison Break, Colin Ferguson in Eureka – Die geheime Stadt, John Barrowman in Torchwood und Arrow, Brían F. O’Byrne in The International und Gesetz der Straße – Brooklyn’s Finest, Tate Donovan in O.C., California und Damages, Michael Kelly in House of Cards, Ty Burrell in Modern Family sowie Billy Burke in Zoo.
Darüber hinaus ist er der Sprecher von Timothy Olyphant unter anderem in Nur noch 60 Sekunden, Stirb langsam 4.0 und Hitman – Jeder stirbt alleine und von Billy Crudup unter anderem in Mission: Impossible III, Der gute Hirte und Watchmen – Die Wächter. Seine Stimme gibt er auch in einer Neuauflage der 80er-Fernsehserie Knight Rider dem neuen K.I.T.T. Im Hörspielbereich spricht er die Titelrolle in der Serie Takimo – Abenteuer eines Sternreisenden. In der deutschen Fassung des Videospiels Murdered: Soul Suspect übernahm er die Rolle des Ronan O’Connor. Außerdem leiht er Rektor Bradford in der Serie Die Thundermans seine Stimme.
Mit über 3700 Einträgen ist er nach Matthias Klages der deutsche Synchronsprecher mit den zweitmeisten in der Synchronkartei verzeichneten Rollen.
Seine Zwillingssöhne Marlon und Lennart Flechtner sowie seine Nichte Derya Akyol und deren Bruder Till Flechtner sind ebenfalls im Synchronbereich aktiv.

## Filmografie (Auswahl)

### Als Schauspieler
- 1987: Reichshauptstadt privat
- 1991: Zweite Geige
- 1992: Wie ein Licht in dunkler Nacht
- 1993: Schindlers Liste
- 1996: Der Mörder und die Hure
- 2000: Tatort – Der Trippler
- 2004: Lautlos

### Als Synchronsprecher
für Alistair Petrie
- 2008: Die Herzogin als Heaton
- 2012: Death in Paradise (Fernsehserie) als Gordon Foster (seit 2011) in 1 Episode
- 2012: Cloud Atlas als Felix Finch/Musiker
- 2012–2013: Strike Back (Fernsehserie) als Kenneth Bratton (2011–2015) in Episoden 3–4 (Staffel 2)
- 2013: Whitechapel (Fernsehserie) als Dr. Simon Mortlake in Episoden 5–6 (Staffel 3)
- 2013: Rush – Alles für den Sieg als Sterling Moss
- 2014: Die Augen des Engels als Steve
- 2015: Kicking Off als Anthony Greaves
- 2016: Vera – Ein ganz spezieller Fall (Fernsehserie) als Stuart Bayliss in Episode „Alte Freunde“
- 2016: The Night Manager (Fernsehserie) als Sandy Langbourne
- 2016: New Blood – Tod in London (Fernsehserie) als Charles Matherson in Episoden 4–5 (Staffel 1)
- 2016: Rogue One: A Star Wars Story als General Draven
- 2017: Genius (Fernsehserie) als Prof. Heinrich Weber in Episode 1 (Staffel 1)
- 2018–2019: The Terror als Dr. Stephen Stanley
- 2018–2019: Deep State als George White
- 2019–2023: Sex Education als Mr Groff
- 2019: Hellboy – Call of Darkness als Lord Adam Glaren

für Ben Affleck
- 2001: Pearl Harbor als Captain Rafe McCawley
- 2002: Der Anschlag als Jack Ryan
- 2002: Spurwechsel als Gavin Banek
- 2003: Daredevil als Matt Murdock/Daredevil
- 2003: Paycheck – Die Abrechnung als Michael Jennings
- 2004: Jersey Girl als Ollie Trinke
- 2004: Wie überleben wir Weihnachten? als Drew Latham
- 2006: Man About Town als Jack Giamoro
- 2010: Company Men als Bobby Walker
- 2010: The Town – Stadt ohne Gnade als Doug MacRay
- 2012: Argo als Tony Mendez
- 2013: To the Wonder als Neil
- 2014: Gone Girl – Das perfekte Opfer als Nick Dunne
- 2016: The Accountant als Christian Wolff
- 2016: Batman v Superman: Dawn of Justice als Bruce Wayne/Batman
- 2017: Justice League als Bruce Wayne/Batman

für Billy Crudup
- 2009: Watchmen – Die Wächter als Dr. Manhattan/Jon Osterman
- 2011: Pretty Bird als Curtis Prentiss
- 2013: Blood Ties als Frank
- 2015: The Stanford Prison Experiment als Dr. Philip Zimbardo
- 2023: Hello Tomorrow! als Jack Billings

für David Harbour
- 2012–2014: The Newsroom (Fernsehserie) als Elliot Hirsch
- 2014: Rake (Fernsehserie) als David Potter
- 2014: Manhattan (Fernsehserie) als Reed Akley
- 2014–2015: State of Affairs (Fernsehserie) als David Patrick
- seit 2016: Stranger Things (Fernsehserie) als Chief Hopper
- 2021: Black Widow als Alexei Shostakov / Red Guardian

für Doug Savant
- 2004: Das Beben als Prof. Anthony McAllister
- 2004–2012: Desperate Housewives (Fernsehserie) als Tom Scavo

für James Frain
- 2015–2016: Gotham als Theo Galavan
- seit 2017: Star Trek: Discovery als Sarek

für Jason Lee
- 2015: Alvin und die Chipmunks: Road Chip als David „Dave“ Seville
- 2015: Away and Back – Der Weg der Schwäne als Jack Peterson

für Matt Walsh
- 2009: Hangover als Dr. Valsh
- 2013: Movie 43 als Amandas Vater
- 2014: Storm Hunters als Pete Moore

für Michael Kelly
- 2013–2016: House of Cards (Fernsehserie) als Doug Stamper
- 2015: Vor ihren Augen als Reg Siefert
- 2023: Special Ops: Lioness (Fernsehserie) als Byron Westfield

für Neal McDonough
- 2002–2003: Boomtown (Fernsehserie) als David McNorris
- 2015: Der Kaufhaus Cop 2 als Vincent
- 2020: Sonic the Hedgehog als Major Bennington
- 2021: APEX

für Nikolaj Coster-Waldau
- 2009: Virtuality – Killer im System als Commander Frank Pike
- 2013: Mama als Lucas/Jeffrey
- 2016: Gods of Egypt als Horus

für Peter Sarsgaard
- 2015: Experimenter als Stanley Milgram
- 2016: Jackie: Die First Lady als Robert Kennedy

für Ron Livingston
- 2001–2002: Practice – Die Anwälte (Fernsehserie) als A.D.A. Alan Lowe
- 2006: Relative Strangers als Dr. Richard Clayton
- 2009: Die Frau des Zeitreisenden als Gomez
- 2015: Vacation – Wir sind die Griswolds als Ethan

für Tate Donovan
- 2003–2006: O.C., California (Fernsehserie) als Jimmy Cooper
- 2007–2010: Damages – Im Netz der Macht (Fernsehserie) als Tom Shayes
- 2014: 24: Live Another Day (Miniserie) als Mark Boudreau

für Timothy Olyphant
- 2007: Stirb langsam 4.0 als Thomas Gabriel
- 2007: Hitman – Jeder stirbt alleine als Agent 47
- 2009: High Life – Vier Gangster und ein todsicheres Ding als Dick
- 2010: The Crazies – Fürchte deinen Nächsten als David Dutton

für Ty Burrell
- 2006: Friends with Money als Other Aaron
- 2009–2020: Modern Family (Fernsehserie) als Phil Dunphy
- 2013: Alles in Butter als Bob
- 2014: Muppets Most Wanted als Jean Pierre Napoleon
- 2014: Girls’ Night Out als Pietro

für Val Kilmer
- 2004: Mindhunters als Jake Harris
- 2008: Conspiracy – Die Verschwörung als MacPherson
- 2008: Knight Rider als K.I.T.T.

für William Fichtner
- 2007–2009: Prison Break (Fernsehserie) als FBI Special Agent Alexander Mahone
- 2011: Drive Angry als Der Buchhalter
- 2013–2014: Crossing Lines (Fernsehserie) als Carl Hickman
- seit 2016: Mom (Fernsehserie) als Adam Janakowski

für John Barrowman
- 2012–2017: Arrow (Fernsehserie) als Malcolm Merlyn
- 2009–2012: Torchwood (Fernsehserie) als Captain Jack Harkness

für Jeff Bennett
- 1994: Gargoyles – Auf den Schwingen der Gerechtigkeit (Fernsehserie) als (Quarryman) Garry Steinhauer
- 1998–2004: Powerpuff Girls (Fernsehserie) als Grubber
- 2010–2013: Mission Scooby-Doo (Fernsehserie) als Blaine LeFranc
- 2004–2012: King Julien (Fernsehserie) als Crocodile Assistent

für Phil LaMarr
- 1994: Pulp Fiction als Marvin
- 2005–2008: Avatar – Der Herr der Elemente (Fernsehserie) als Erdkönig Kuei
- 2015–2021: Superstore (Fernsehserie) als Erick Evans
- 2016–2021: Lucifer (Fernsehserie) als Ryan Goldburg

#### Filme
- 1992: Naked Killer als Tinam (Simon Yam)
- 1996: Lupin III: Farewell to Nostradamus als Arsène Lupin III (Kanichi Kurita)
- 1996: Twister als Robert „Rabbit“ Nurick (Alan Ruck)
- 1997: Starship Troopers als Pvt. Johnny Rico (Casper Van Dien)
- 1997: Hilfe, ich habe eine Familie! als Jerry Russel (Kevin Hicks)
- 1998: Ich weiß noch immer, was du letzten Sommer getan hast als Titus (Jack Black)
- 1999: Last Rites – Sakrament für einen Mörder als Agent Gary Blake (Jack Coleman)
- 1999: Mord am See als Martin (Mats Rudal)
- 1999: Notting Hill als Annas Co–Star (Samuel West)
- 2000: USS Charleston – Die letzte Hoffnung der Menschheit als Lt. Peter Holmes (Grant Bowler)
- 2001: Moulin Rouge als Audrey (David Wenham)
- 2003: Flight Girls als Co–Pilot Steve Bench (Rob Lowe)
- 2005: Solange du da bist als Brett Rushton (Ben Shenkman)
- 2006: Das Schloss des Cagliostro als Arsène Lupin III (Yasuo Yamada)
- 2007: Kill Bobby Z als Tim Kearney (Paul Walker)
- 2008: Last Impact – Der Einschlag als Alex Kinter (David James Elliott)
- 2009: Die nackte Wahrheit als Jack Magnum (Adam Harrington)
- 2010: Ice Twister 2 – Arctic Blast als Jack Tate (Michael Shanks)
- 2010: So spielt das Leben als Chef Phillipe LeMar (Markus Flanagan)
- 2011: Die 12 Weihnachts-Dates als Jack Evans (Benjamin Ayres)
- 2011: Happy New Year als Engineer Douglas (Matthew Walker)
- 2011: Bad Teacher als Mark (Nat Faxon)
- 2011: Morning Glory als Adam Bennett (Patrick Wilson)
- 2013: Sharknado – Genug gesagt! als Finley „Fin“ Shepard (Ian Ziering)
- 2013: Turbo – Kleine Schnecke, großer Traum als Tourbusfahrer (Chris Miller)
- 2013: White House Down als Agent Hope (Jake Weber)
- 2014: Zauber einer Weihnachtsnacht als Ryan Wilson (Josh Hopkins)
- 2014: Sharknado 2 als Finley „Fin“ Shepard (Ian Ziering)
- 2014: Die Bestimmung – Divergent als Andrew Prior (Tony Goldwyn)
- 2014: Need for Speed als Bill Ingram (Stevie Ray Dallimore)
- 2014: Tammy – Voll abgefahren als Greg (Nat Faxon)
- 2015: Alles steht Kopf als „Gefühle des Busfahrers“
- 2015: Sharknado 3 als Finley „Fin“ Shepard (Ian Ziering)
- 2015: Lake Placid vs. Anaconda als Will Tull (Corin Nemec)
- 2015: Spy – Susan Cooper Undercover als Matthew Wright (Carlos Ponce)
- 2016: Die Weihnachtsstory – Colin Ferguson als Jack Brewster
- 2016: Sharknado 4 als Finley „Fin“ Shepard (Ian Ziering)
- 2016: The Boss als Renault (Peter Dinklage)
- 2016: The Revenant – Der Rückkehrer als Anderson (Paul Anderson)
- 2017: Cars 3: Evolution als Sterling (Nathan Fillion)
- 2017: Revenge als Stan (Vincent Colombe)
- 2018: Gänsehaut 2: Gruseliges Halloween als Walter (Chris Parnell)
- 2019: Child’s Play als Shane (David Lewis)
- 2019: Fast & Furious: Hobbs & Shaw als Agent Loeb (Rob Delaney)
- 2019: Le Mans 66 – Gegen jede Chance als Brumos Executive (Michael Lanahan)
- 2020: Bombshell – Das Ende des Schweigens als Gerson Zweifach (Andy Buckley)
- 2021: Ron läuft schief als Andrew Morris (Rob Delaney)
- 2022: Detektiv Conan: Die Halloween-Braut als Yuuya Kazami (Nobuo Tobita)

#### Serien
- 1971–1972: Lupin III.: Part 1 als Arsène Lupin III (Yasuo Yamada)
- 1993–1999: Homicide als Det. Tim Bayliss in (Kyle Secor)
- 1995–1999: Ein Mountie in Chicago als Constable Renfield Turnbull (Dean McDermott)
- 1995–2005: JAG – Im Auftrag der Ehre als Harmon „Harm“ Rabb, Jr. (David James Elliott)
- 1996–2002: Chaos City als Stuart Bondek (Alan Ruck)
- 1999–2002: Buffy – Im Bann der Dämonen als Riley Finn (Marc Blucas)
- 2000: Soul Food als Damon Carter (Boris Kodjoe)
- 2000: Gilmore Girls als Max Medina (Scott Cohen)
- 2000–2004: Coupling – Wer mit wem? als Steve Taylor (Jack Davenport)
- 2000–2006: Strong Medicine: Zwei Ärztinnen wie Feuer und Eis als Peter Riggs (Joshua Cox)
- 2001: Die einsamen Schützen als Richard „Ringo“ Langly (Dean Haglund)
- 2001–2002: Dawsons Creek als Oliver Chirchick (Jordan Bridges)
- 2001–2004: The District – Einsatz in Washington als Kevin Debreno (Jonathan LaPaglia)
- 2004: Second Time Around als Jackson Muse (Boris Kodjoe)
- 2004–2005: Nip/Tuck – Schönheit hat ihren Preis als Dr. Quentin Costa (Bruno Campos)
- 2004–2010: Lost als Dr. Jack Shephard in (Matthew Fox)
- 2005–2006: Welcome, Mrs. President als Rod Calloway (Kyle Secor)
- 2005–2007: Hotel Zack & Cody als Arwin (Brian Stepanek)
- 2005–2007: Rom als Marc Anton (James Purefoy)
- 2005–2007: 24 als Curtis Manning in (Roger R. Cross)
- 2005–2011: Medium – Nichts bleibt verborgen als Joe Dubois (Jake Weber)
- 2006–2007: Close to Home als James Conlon (David James Elliott)
- 2006–2012: Eureka – Die geheime Stadt als Marshall Jack Carter in (Colin Ferguson)
- 2006–2014: Psych als Carlton Lassiter (Timothy Omundson)
- 2007–2009: Greek als Dean Bowman (Alan Ruck)
- 2007–2012: Degrassi: The Next Generation als Randall Edwards (Ted Atherton)
- 2008: Dexter als Paul Bennett (Mark Pellegrino)
- 2008–2010: The Border als Clifford Holland (Ted Atherton)
- 2009–2010: FlashForward als Lloyd Simcoe (Jack Davenport)
- 2010: Vampire Diaries als William Tanner (Benjamin Ayres)
- 2010–2012: Mission Scooby-Doo als Blaine LeFranc (Jeff Bennett)
- 2010–2014: Covert Affairs als Eyal Lavine (Oded Fehr)
- 2011–2012: Ringer als Victor Machado (Nestor Carbonell)
- 2011–2017: Sherlock als Dr. Anderson (Jonathan Aris)
- 2011: Being Human als Bishop (Mark Pellegrino)
- 2012–2013: Smash als Derek Wills (Jack Davenport)
- 2012–2018, 2020, 2021: Law & Order: Special Victims Unit als Rafael Barba (Raúl Esparza)
- 2012–2013: Ben and Kate als Ben Fox (Nat Faxon)
- 2012–2018: Scandal als Fitzgerald „Fitz“ Thomas Grant III (Tony Goldwyn)
- 2013: Willkommen in Gravity Falls als Dipper mit tiefer Stimme (A. Smith Harrison)
- 2013–2014: Girls als David Pressler-Goings (John Cameron Mitchell)
- 2013–2014: The Originals als Pater Kieran O’Connell (Todd Stashwick)
- 2013–2016: Mr Selfridge als Mr. Grove (Tom Goodman-Hill)
- 2013–2018: Die Thundermans als Rektor Tad Bradford
- 2014: The Game als Alan Montag (Jonathan Aris)
- 2014–2015: Stalker als Jack Larsen (Dylan McDermott)
- 2015: Alvinnn!!! und die Chipmunks als David Seville (Ross Bagdasarian Jr.)
- 2015: Battle Creek als Russ Agnew (Dean Winters)
- 2015: Vampire Diaries als Tripp (Colin Ferguson)
- 2015–2016: Powers als Johnny Royalle in (Noah Taylor)
- 2015–2017: Zoo als Mitch Morgan (Billy Burke)
- 2015–2017: The Frankenstein Chronicles als Sir Bentley Warburton (Elliot Cowan)
- 2015–2018: Nicky, Ricky, Dicky & Dawn als Tom Harper (Brian Stepanek)
- 2016–2018: UnREAL als Chet Wilton (Craig Bierko)
- 2016–2019: Schlimmer geht’s immer mit Milo Murphy als Balthazar Cavendish (Jeff Marsh)
- seit 2016: Miraculous – Geschichten von Ladybug und Cat Noir als Hawk Moth/Gabriel Agreste
- 2016: Attack on Titan als Erwin Smith
- 2017–2019: Catastrophe als Rob Norris
- 2017, 2021: Ninjago als Ray
- 2018–2021: Lost in Space – Verschollen zwischen fremden Welten als John Robinson (Toby Stephens)
- 2018–2019: The Purge – Die Säuberung als Joe (Lee Tergesen)
- seit 2018: 9-1-1: Notruf L.A. als Bobby Nash (Peter Krause)
- seit 2019: Fire Force als Dr. Giovanni
- 2019: Love, Death & Robots als Major Reyner
- 2019–2020: Team Kaylie als Officer Stevie
- 2019–2023: Exit als William Bergvik (Pål Sverre Hagen)
- 2021: Big City Greens als Rick (David Harbour)
- 2021: Move to Heaven als Han Jeong-U
- 2021: Paris Police 1900 als Louis Guérin (Anthony Paliotti)
- seit 2022: Big City Greens als Viper Zahn (Joe Manganiello)
- 2022: Detektiv Conan: Zero’s Tea Time als Yuuya Kazami (Nobuo Tobita)
- 2022: Lupin III.: The Woman Called Fujiko Mine als Arsène Lupin III (Kanichi Kurita)
- 2022–2023: Monster als Heinrich Runge (Tsutomu Isobe)
- 2022–2024: Der Geist und Molly McGee als Mr. Davenport (Thomas Lennon)
- 2023–2024: Der Geist und Molly McGee als Jeff (Vincent Rodriguez III)
- 2023: Lupin III.: Part 6 als Arsène Lupin III (Kanichi Kurita)

## Videospiele (Auswahl)
- 2001: Star Trek: Armada 2 – Sternenflottenoffizier
- 2014: Murdered: Soul Suspect – Ronan O’Connor
- 2014: Dragon Age: Inquisition – Dorian
- 2014: Far Cry 4 – Soldat der Royal Army
- 2014: Assassin’s Creed Rogue – Christopher Gist
- 2015: Halo 5: Guardians
- 2016: Gears of War 4 – James Dominic Fenix
- 2018: Assassin’s Creed Odyssey – Brasidas
- 2019: Gears 5 – James Dominic Fenix
- 2020: Cyberpunk 2077 – Delamain
- 2020: Assassin’s Creed Valhalla – Vili
- 2025: SplitFiction - Rader

## Hörspiele & Hörbücher (Auswahl)
- 2006: Gruselkabinett: Frankenstein (Teil 1/2), Titania Medien – ISBN 978-3-7857-3251-9
- 2006: Gruselkabinett: Frankenstein (Teil 2/2), Titania Medien – ISBN 978-3-7857-3252-6
- 2015: Baymax Riesiges Robowabohu: Das Original-Hörspiel zum Film, Walt Disney Records, DNB 1067079335.
- 2015: Ivar Leon Menger, Anette Strohmeyer, Raimon Weber: Monster 1983: Die komplette 1. Staffel (Audible-Hörspielserie) als Frank
- 2020: Neil Gaiman & Dirk Maggs: The Sandman (Audible exklusiv), Rolle: William Shakespeare
- 2022: Eric Niemann, Reinhard Prahl, Carsten Steenbergen, Melanie Bottke, Anette Strohmeyer, Ivar Leon Menger: Die schwarze Stadt. Staffel 2 (Audible exklusiv)
- 2023: Kim Jens Witzenleiter: Wolfy (Wolfy-Office) als Dr. Dr. Roland Fischer[3]